# 祖國

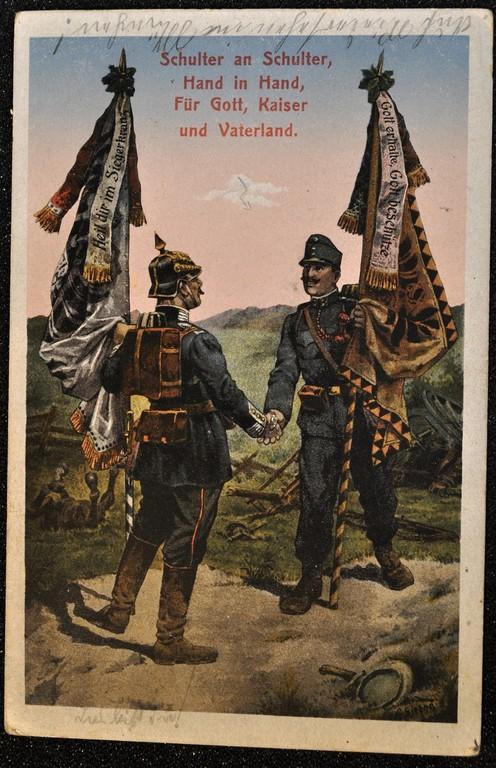
一戰時期明信片，描繪一名奧地利士兵與德意志士兵握手，上面文字寫「肩並肩，手握手，為了上帝、皇帝和祖國（Vaterland） 」

祖國（直译：「Homeland」），在古漢語文獻中意為「祖先以來居住之地」，是指一方父輩、祖輩或先祖們的故土。近現代後其意義延伸為具有民族意義的國度， 或指一個人成長的國度，或指一個人的祖輩世代所生活的國度，或指一個人敬如家園的國度，全由個體決定如何詮釋使用這個指稱。從古典到現代，其概念的義涵與語境緊密關聯時代變遷與政治發展，其背后矛盾可關乎不同政治理念對於父權傳統政治意識的強烈不滿及更高訴求。14世紀以降，法國、英國、德意志和意大利等各地的知識與政治菁英，是圍繞著民族國家的建搆展開系列論述， 為打造緊密共同體的基礎而追求更具內在一體性的文化認同 ——西方民族國家及民族主義思想經歷過啟蒙運動發展後，該概念轉變為一個現代民族國家話語構建的身份認同隱喻與觀念。其也可被視為一個民族主義意念，在於該概念是會進一步激化聯繫到家族紐帶的情感，並會將這些與國族身份及愛國主義相掛鉤。

## 詞用變遷
其源起可追溯於古希臘語的patris（fatherland），再衍生了patrios（of our fathers）並誕生出拉丁語的patriota和patriote，意為國人（compatriot）；有這些詞源演變出英文的patriotism。相關聯的古羅馬語的Patria，為現代羅曼語系提供了相近的詞彙基礎。
东晋时期，释道安所著《西域志》中已有“罗卫国东四百里至波丽越国，波丽越国即佛外祖国也”的记载，被认为是汉语中最早出现“祖国”一词。《明史·西域传》中有“默德那，回回祖国也，地近天方。”清代魏源《圣武记》卷六有“巴社者，回回祖国。” 
而在俄語方面關聯出生地及國籍的祖國概念，可追溯到十五世紀時教會斯拉夫語的「屬於父親的領地」（Отечество）：時諸王公為喚起臣民捍衛其領土及權威，便以該概念動員臣民，讓他們意識到與王公疆域之存續的關係。到北方戰爭時烏克蘭裔马泽帕動員烏克蘭兵團協同瑞典人對抗沙皇，彼得大帝於1708年11月發佈詔書用отечество指代祖國、要求「臣民以祖國為重」，是以擴大отечество含義——結果1721年時至聖主教公會和樞密院還授予彼得大帝「祖國之父」（Отец Отечество）稱號。 
法國大革命時代也有極大重構該概念的含義，令其逐步政治社會化。1790年時由一批教士編纂提交予國民議會的《國民教義問答》（Catéchisme National）之中，就將該術語定義為「同在一個法律和共同母親之下的大家庭」，是他們所出生的民族整體（nation entière），而這一個「祖國」是存在於所有遵循共同法律及統一政府的地方的統一體中。當時法國的國民教育實踐，是由正式確立該詮釋所相關的愛國主義為一種官方意識形態。 
在東亞方面，日本在明治中期（1880年代）開始即大力鼓勵「德國學術」，清末時華人也多留學日本，近代中文知識界也就接收日語中介的德意志意識影響，讓該中文指稱的使用逐漸指向現代國民國家。:234～235:117
對於多國的主要公民來說，在二战時是他們第一次遭遇到「祖國」這一並非由他們自行使用的概念，多數是由受納粹德國所協同的新聞傳媒所散佈 。德方政府的政治宣传在為德意志及其管治製造依據時，而利用起該術語隱含的國族主義的夙願。纳粹德国的政治宣传中大量使用宣扬爱国主义，如阿道夫·希特勒的《我的奋斗》，還有同樣曾在一個德集中營的標誌物上使用，當時是以希特勒個人簽名作結。 

## 多語對比
在世界各語言裡，該定義都是由表示父亲的词根與表示土地的詞根或后缀構成，而這個概念也可以與母國motherland和家園homeland相比擬，上述指稱在一些語言裡是可以複數使用。

### 各辭典對概念的詮釋
| 辞典                           | 解释 |
| ------------------------------ | --- |
| 《现代汉语词典》               | 自己的国家。 |
| 《最新汉语大词典》（1989年）   | 自己的国家。 |
| 《教育部國語辭典簡編本》       | 祖籍所在的國家。 |
| 《中文大辞典》                 | 世籍所隶之国也。凡先世所居或己身所生长之国曰祖国；侨居他国者，亦称其本国曰祖国。 |
| 《教育部國語詞典重編本》       | 祖籍所在的國家。 |
| 《教育部客家語辭典》           | 祖先原籍所在的國家。 |
| 《现代汉语大词典》             | 祖籍所在的国家；自己的国家。 |
| 《汉语大词典》                 | - 祖先以来所居之地。 - 清魏源《圣武记》卷六：「巴社者，回回祖国。」 - 祖籍所在的国家；自己的国家。 - 清秋瑾《柬某君》诗：「头颅肯使闲中老，祖国宁甘劫后灰？」 - 田汉《丽人行》第十七场：「我们是中国人，我们爱祖国。」 - 巴金《杨林同志》：「我应当把这些年轻战士的事迹多向祖国报导。」 |
| 《辞源》（1979年）             | 祖籍所在之国。《明史》三三二《西域传》四《默德那》：默德那，回回祖国也，地近天方。今指自己的国家为祖国。:2268 |
| 《现代汉语规范词典》（2006年） | 祖籍所在的国家；自己的国家。 |
| 《劍橋線上辭典》（1995年）     | 你出生的國家，或者讓你最為感覺熟悉的國家 |
| 《俄語詳解詞典》（1997年）     | 一個人的出生所在國和國籍歸屬地 |

### 羅曼語
在罗曼语族中，“祖国”一般被称为“patria”、“pátria”或“patrie”，该词直接来自于古罗马词语“patria”，而最初则源自古希腊语的“patris”。包括阿拉贡语、阿斯图里亚斯语、法兰克-普罗旺斯语、加利西亞語、意大利语和西班牙的“Patria”，加泰罗尼亚语的“Pàtria”，奥克语的“Patrìo”，法语和罗马尼亚语的“Patrie”，葡萄牙语的“Pátria”等。部分语言中该词拥有阴性格式，如意大利语的“la Madrepatria”，西班牙语的“la Madre Patria”和葡萄牙语的“a Pátria Mãe”等。

### 日耳曼語
在日耳曼语族中，荷蘭在1815～1932年間的國歌《尼德蘭人的血脈》就廣泛使用荷兰语同義的，沿襲到當代荷蘭國歌《威廉頌》也具有同樣特徵。其他日耳曼语族词语包括南非语的，丹麦语的，德语的，英语的，西弗里斯兰语的，冰岛语的，挪威语的，低地蘇格蘭語的和，瑞典语的和，弗拉芒语的等。

### 斯拉夫語
在斯拉夫语族中，含父系词根的“祖国”一词包括白俄罗斯语的（Baćkaŭščyna），保加利亚语的（tatkovina）和（otechestvo），捷克语的（波兰语中更为常用），克罗地亚语的，马其顿语的（tatkovina），波兰语的、（字面含义为“父亲的土地”）和（字面含义为“父辈的土地”），俄语的（otechestvo）和（otchizna），塞尔维亚语的（otadžbina），乌克兰语的（batʹkivshchyna）和（vitchyzna）等。

### 其他
其他语言中，含父系词根的“祖国”一词包括阿尔巴尼亚语的，車臣語的，爱沙尼亚语的，芬兰语的，格鲁吉亚语（Mamuli），奧羅莫語的，索馬里語的，阿拉干语的（A pha rakhaing pray），阿拉伯语的（arḍ al-'abā），阿姆哈拉语的（Abat Ager），阿塞拜疆语的（阿拉伯语借词），威尔士语的（字面含义为“父辈的土地”），藏语的“ཕ་ཡུལ”（pha yul），波斯语的（mīhan）和（vatan，阿拉伯语借词），爱尔兰语的“Athartha”，哈萨克语的“atameken”，拉脱维亚语的“tēvzeme”，立陶宛语的“tėvynė”，泰语的（pituphum，梵语借词）以及〈毛利语〉的「whenua whaea」等。

## 中文概念爭議

### 祖国和祖籍国
「祖籍国」是二十世纪末近来，中华人民共和国政府用于避免歧义的新生政治术语。二十世纪末，一位中华人民共和国大使在缅华春节联欢晚会上被邀讲话，演讲词中说到：「缅籍华人应该为你们的祖国缅甸的经济建设做出更大的贡献！要为你们的祖国缅甸和你们的祖籍国中国之间搭好友谊的桥梁。」
每当海外华人以「祖国」代称中华人民共和国时，官方均备注为「祖（籍）国」。尽管如此，「祖籍国」一词至今未纳入任一辞典之中。

### 祖国和父国、母国
中文语境中，“父国”很少被使用。因为祖籍的定义就是以父系共同認定的一位祖先的生長地，也可以认为“祖国”和“父国”意义相同。
中文里“母国”有时会出现，通常用于描述第一代移民原属国家。此意义上，与祖国的「祖籍国」意义相同。
如果一个人从甲国移民到乙国并入籍，其「祖国」因为意义的不确定可以是甲国，也可以是乙国，但其「母国」则一定指甲国。其后代如果出生生长于乙国，则「祖国」也可以是甲国或者乙国，而因为其不是移民没有「母国」可言。

### 個案

#### 北京奥运会
2008年北京奥运会，加拿大击剑队代表栾菊杰（原为中国籍，后因为女儿的病情入籍加拿大）战胜小将布贝克里后，高举写着「祖国好」的横幅，中华人民共和国媒体对此纷纷报道。。

#### 蔡恩雨争议
2018年，马来西亚歌手蔡恩雨在北京央视录影《中华情》时，被主持人问道：「想回祖国发展吗？」蔡回答：「回啊！」主持人又问：「怎么说到这个那么高兴？如果说到华语音乐的话，你肯定在祖国发展，会有更好的发展，是不是？」蔡恩雨点头：「我在马来西亚是有的，但能够来祖国的话更好。」此番言论引起马来西亚网民反弹。2018年8月16日，蔡恩雨沉默四天后公开道歉：「首先影片裡頭我提到了“祖國”這個詞，因為用詞不當，引起了不少和我一樣同是馬來西亞華人的人們不舒服和不滿的情緒，對於這件事我深感歉意，就像報導里說的，對不起，是我用詞不當，我是馬來西亞人，我一直都很愛馬來西亞。」

#### 以格争议
2019年，马来西亚歌手以格在《中国好声音》上，谈及「第一年非常开心,可以回到祖国舞台上唱歌……我觉得回到祖国唱歌，在这边感受到的事情，是在马来西亚感受不到的，我做到了」。以格的言论掀起网民一阵跶伐。后来以格表示，“外公去年底逝世了，还记得外公在我很小的时候总是对我说，他们的老家在中国广东省的台山市。全世界的华人的祖先都来自中国，我中国的故居是你的祖屋，中国是公公的祖国，也就是你的祖国！从小到大公公就是这么根深蒂固的灌输我祖国这个称呼的概念，也就是希望我们后辈不要忘本，不要忘了我们的根。直到这次事件，在一些朋友赐教之下，才知道还有一个名词可以通用的，那就是祖籍国！”她感到抱歉说：“如果这次台上的祖国称号会让部分人士感到不舒服，我深感抱歉。希望大家不要因为这个事件而抹杀了我这四年来的努力。请大家高抬贵手，就让这个事件过去了，更请大家继续支持我的音乐，好吗？”

#### 陈芳语广告代言
2019年9月20日，澳大利亚歌手陈芳语为哈尔滨啤酒代言，在个人微博上发布「我是陈芳语，我为祖国打call。我爱中国。」的照片。